# Актор (театр)
Комунальний заклад "Театрально-видовищний заклад культури "Київський академічний театр "Актор" (КЗ ТВЗК "Київський академічний театр "Актор") — український драматичний театр у місті Київ.

## Історія
Театр «Актор» був заснований у 1987 році відомим актором театру і кіно, народним артистом України Валентином Шестопаловим. Саме він поставив на перше місце у театрі особистість артиста:
«Для мене театр „Актор“ — це спосіб самоствердження, реалізація потаємних творчих мрій […] Ми не зачиняємо двері ні перед ким». Перші чотири сезони «Актор» працював у новому для Києва форматі театру-кафе.
У різні часи на сцені театру «Актор» виступали заслужена артистка РРФСР Ганна Варпаховська, народні артисти України Лідія Яремчук, Валерій Легін, Віктор Алдошин та актор Олег Масленніков.
Вистави театра «Актор» — лауреати численних всеукраїнських конкурсів та премій.
Після смерті Валентина Шестопалова у 2013 році, «Актор» очолила вдова артиста Тетяна Родіонова. Художнім керівником театру був відомий режисер та актор Ігор Славінський.
У 2017 році директором та художнім керівником театру «Актор» став продюсер Слава Жила.

## Театр сьогодні
Сьогодні «Актор» — сучасний театр, де поруч із альтернативними виставами молодих та досвідчених режисерів ідуть класичні та перевірені часом спектаклі.
Художній керівник театру Слава Жила розробив маніфест, за яким «Актор» розвиває свою діяльність у чотирьох напрямках:
- Актор. КЛАСИКА — традиційні вистави за п'єсами Антона Чехова «Ведмідь» та «Освідчення», Брендона Томаса «Здрастуйте, я ваша тітонька» та Олександра Гельмана «Лавка».
- Актор.UNDERGROUND — постановки творів сучасних українських і закордонних авторів. Перша робота у цьому напрямку — вистава «Бійцівський клуб» за Чаком Поланіком (прем'єра 17 вересня 2017 року).
- Актор.KIDS — вистави для дітей.
- Актор. ДОМАШНІЙ ТЕАТР — це лабораторія, де модні імениті режисери працюватимуть із непрофесійними акторами.

Окрім звичного формату вистави, у «Акторі» проводяться різнопланові майстер-класи від акторів театру та кіно, художнього керівника театру та запрошених лекторів.

### Актори
У виставах театру «Актор» беруть участь народні артисти України Ада Роговцева, Олексій Вертинський, Лариса Руснак, Людмила Смородина, Анатолій Гнатюк та актори провідних київських театрів: Ольга Атанасова, Вікторія Білан, Катерина Варченко, Марія Деменко, Олена Дудич, Олександр Жила, Михайло Жонін, Олександра Жупник, Володимир Захарченко, Анастасія Кірєєва, Володимир Кокотунов, Андрій Кронглевський, Максим Максимюк, Даніїл Маржець, Світлана Орліченко, Володимир Ращук, Петро Русанєнко, Ахтем Сеїтаблаєв, Христина Синельник, Таїсія Сікорська, Олексій Скляренко, Мирослава Філіпович, Анатоль Фон-Філандра, Сергій Кучера.

### Вистави
- "Здрастуйте, я ваша тітонька", Б. Томас
- "Двоє на гойдалці", У. Гібсон
- "Бійцівський клуб", Ч. Паланік[5].
- "Приємна несподіванка", Дж. Барон
- "Мегери" Д.Нігро
- "Дім божевільних" Е. Скарпетта
- "7 розгніваних джентльменів" Дж. Стерджес
- "Ніч перед Різдвом" М. Гоголь
- "Хай живе Бушон!" Ж. Делль, Ж.Сіблейрас